# Bandipokhara
Bandipokhara (nepalski: बन्दीपोखरा) – gaun wikas samiti w zachodniej części Nepalu w strefie Lumbini w dystrykcie Palpa. Według nepalskiego spisu powszechnego z 2001 roku liczył on 622 gospodarstw domowych i 3056 mieszkańców (1701 kobiet i 1355 mężczyzn).